# Region Oberfranken-Ost
Region Oberfranken-Ost (niem. Planungsregion Oberfranken-Ost) – region planowania w Niemczech, w kraju związkowym Bawaria, w rejencji Górna Frankonia oraz Górny Palatynat. Siedzibą regionu jest miasto na prawach powiatu Hof.
Region leży w północnej części Bawarii. Na wschodzie graniczy z krajem związkowym Saksonia (powiat Vogtland) oraz z Czechami, na południu z regionami planowania Oberpfalz-Nord oraz Industrieregion Mittelfranken, na zachodzie z regionem planowania Oberfranken-West, a na północy z krajem związkowym Turyngia (powiat Saale-Orla).

## Podział administracyjny
W skład regionu Oberfranken-Ost wchodzą:
- dwa miasta na prawach powiatu: (kreisfreie Stadt)
- cztery powiaty ziemskie (Landkreis)
- jedna gmina miejska z powiatu Tirschenreuth, w regionie Oberpfalz-Nord, w rejencji Górny Palatynat

Miasta na prawach powiatu:
| Lp. | Nazwa miasta | Ludność (31.12.2010) | Powierzchnia km² |
| --- | ------------ | -------------------- | ---------------- |
| 1   | Bayreuth     | 72.683               | 66,92            |
| 2   | Hof          | 46.286               | 58,02            |

Powiaty ziemskie:
| Lp. | Nazwa powiatu               | Ludność (31.12.2010) | Powierzchnia km² | Liczba gmin |
| --- | --------------------------- | -------------------- | ---------------- | ----------- |
| 1   | Bayreuth                    | 106.102              | 1.273,09         | 33          |
| 2   | Hof                         | 100.234              | 892,55           | 27          |
| 3   | Kulmbach                    | 74.491               | 655,41           | 22          |
| 4   | Wunsiedel im Fichtelgebirge | 76.848               | 606,41           | 17          |

Gminy:
| Lp. | Nazwa gminy | Ludność (31.12.2010) | Powierzchnia km² |
| --- | ----------- | -------------------- | ---------------- |
| 1   | Waldershof  | 4.343                | 60,40            |